# O Tempo dos Leopardos
O Tempo dos Leopardos (em servo-croata:  Vreme leoparda) é um filme moçambicano-jugoslavo do género drama de guerra, realizado e escrito por Zdravko Velimirović, Branimir Šćepanović, Luís Carlos Patraquim e Licínio Azevedo em 1985. É considerado o primeiro filme moçambicano produzido.

## Elenco
- Armando Loja
- Ana Mazu
- Santos Mulungo